# Magyarlukafa, Baranya
Magyarlukafa este un sat în districtul Szigetvár, județul Baranya, Ungaria, având o populație de 88 de locuitori (2011). 

## Demografie
Componența etnică a satului Magyarlukafa
     Maghiari (91,67%)
     Romi (8,33%)
Componența confesională a satului Magyarlukafa
     Romano-catolici (64,77%)
     Fără religie (18,18%)
     Reformați (4,55%)
     Necunoscută (12,5%)
Conform recensământului din 2011, satul Magyarlukafa avea 88 de locuitori. Din punct de vedere etnic, majoritatea locuitorilor (91,67%) erau maghiari, cu o minoritate de romi (8,33%).  Din punct de vedere confesional, majoritatea locuitorilor (64,77%) erau romano-catolici, existând și minorități de persoane fără religie (18,18%) și reformați (4,55%). Pentru 12,5% din locuitori nu este cunoscută apartenența confesională.